# Chorvatsko na Letních olympijských hrách 2016
Chorvatsko se účastnilo Letní olympiády 2016.

## Medailisté
| Medaile | Jméno | Sport             | Soutěž                          |
| ------- | --- | ----------------- | ------------------------------- |
| Zlato   | Josip Glasnović | Sportovní střelba | Muži trap                       |
| Zlato   | Martin Sinković Valent Sinković | Veslování         | Muži dvojskif                   |
| Zlato   | Sandra Perkovićová | Atletika          | Ženy hod diskem                 |
| Zlato   | Šime Fantela Igor Marenić | Jachting          | Muži 470                        |
| Zlato   | Sara Kolaková | Atletika          | Ženy hod oštěpem                |
| Stříbro | Damir Martin | Veslování         | Muži skif                       |
| Stříbro | Tonči Stipanović | Jachting          | Laser                           |
| Stříbro | Josip Pavić Damir Burić Antonio Petković Luka Lončar Maro Joković Luka Bukić Marko Macan Andro Bušlje Sandro Sukno Ivan Krapić Anđelo Šetka Xavier García Marko Bijač | Vodní pólo        | Družstvo mužů                   |
| Bronz   | Filip Hrgović | Box               | Muži super těžká váha (+ 91 kg) |
| Bronz   | Blanka Vlašičová | Atletika          | Ženy skok vysoký                |